# Compsoceridius
Compsoceridius is een kevergeslacht uit de familie van de boktorren (Cerambycidae). De wetenschappelijke naam van het geslacht werd voor het eerst geldig gepubliceerd in 1908 door Bruch.

## Soorten
Compsoceridius is monotypisch en omvat slechts de volgende soort:
- Compsoceridius gounellei (Bruch, 1908)